# براد أوت
براد أوت (بالإنجليزية: Brad Ott)‏ هو لاعب غولف أمريكي، ولد في 29 ديسمبر 1969 في دالاس في الولايات المتحدة.

## وصلات خارجية
- براد أوت على موقع رابطة لاعبي الغولف المحترفين (الإنجليزية)